# Ludwig Meyer
Ludwig Meyer (Bielefeld, 27 dicembre 1827 – Gottinga, 8 febbraio 1900) è stato uno psichiatra tedesco.

## Biografia
Nel 1852 ottiene il dottorato di medicina presso l'Università di Berlino, dopo aver lavorato come assistente presso l'Ospedale Charité. Più tardi lavorò come medico presso asilo di Schwetz e nel 1856 fu nominato capo-medico presso l'ospedale cittadino di Amburgo. Dal 1866 fino alla morte fu professore di psichiatria presso l'Università di Gottinga, e direttore dell'istituto mentale.
Pubblicò oltre 100 articoli in riviste mediche, tra cui opere influenti come Das No-restraint e die deutsche Psychiatrie e Studien zur forensischen Psychiatrie, speziell zur geminderten Zurechnungsfähigkeit (Studi di psichiatria forense, soprattutto per la capacità mentale compromessa).
Meyer eseguì importanti ricerche sulla natura infiammatoria dei cambiamenti cerebrali in paresi generale. Inoltre, è accreditato per introdurre il concetto "prognatismo". Nel 1867, con Wilhelm Griesinger (1817-1868), fondò l'Archiv für Psychiatrie und Nervenkrankheiten.